# Хронология украинского повстанческого движения (1948)
Ниже приведён список событий, связанных с участием Организации украинских националистов, Украинской повстанческой армии и других украинских националистических организаций за 1948 год.

## Январь
- 1 января — партизаны убили заместителя секретаря Самборкого горкома Фоменко[1].
- 8 января — захват дома поисковой группой МГБ на улице Парковой в Самборе. Убито 5 повстанцев, в том числе две женщины: Мария и Оксана Музыки[1].

## Февраль
- 25 февраля — боёвка СБ-ОУН под руководством Роман Ризняка (Макомацкого) уничтожила четырёх советских солдат 97 танкового полка в селе Солец[2].

## Март
- 4 марта — в 4 часа утра оперативно-военная группа (300 человек) Дублянского РО МГБ окружила село Гордыня, где накануне вечером остановилась группа из 8 бойцов 92-го отдела (сотня «Булава») под командованием Ивана Наконечного–«Орленко». Партизаны укрылись в сарае. Ожесточенный бой продолжался полтора часа. Погибли четверо повстанцев, в том числе и «Орленко», трое спрятались в домах и не были обнаружены. Один был взят в плен. Он во время допроса указал, у села Кульчицы находится бункер с остатками отряда «Орленко». В 12.00 указанный район был окружен. Схрон был обнаружен в 13:20, при штурме погибло 12 повстанцев, ещё трое были взяты в плен. Советская сторона потеряла двух человек убитыми и двух ранеными[3][4].
- 11 марта — возле села Билычи Старо-Самборского района Дрогобычской области погибли боевики из группы райпроводника станичной ОУН-Тарнавка — Дмитрий Дохняк-«Непорадный», кустовой ОУН Гнат Приходный-«Вуйко», завхоз куста ОУН Василий Кость-«Богдан»[3].
- 19 марта — захват спецбоёвкой МГБ (18 военнослужащих, командир — старший лейтенант Кривенко) схрона ОУН (5 боевиков) в селе Галовка Стрелковского района Дрогобычской области. Застрелились руководитель кустовой ОУН Гирский, боевики Береза, Колосный, Сыпович и сдался в плен раненый боевик Козак[5].
- 20 марта — столкновение боёвки ОУН с МВД в селе Воля-Райнова Старо-Самборского района Дрогобычской области Погибли райпроводник ОУН-Самбор «Орлик», командир кустовой СБ-ОУН «Крым»[5].
- 29 марта — столкновение боёвки СБ-ОУН с опергруппой Бориславкой МГБ (62 человека, командир майор Лисков) в селе Губичи Дрогобычской области. Погибли 7 боевиков и двое взято в плен. Советские потери — 1 убитый, 1 раненый[6].

## Апрель
- 7 апреля — в бою погиб надрайонный организационный референт Рогатинщины, поручик УПА Евгений Смык-«Вий» с тремя собратьями. Это произошло в 7 часов утра на склоне высоты 408,0 в заблокированном большой облавой МГБ (212 солдат) лесном массиве к северо-востоку от села Голодивка (теперь село Луковище Рогатинского района Ивано-Франковской области). Вместе с «Вием» погибли повстанцы Яким Дзюбатый–«Грек», Антон Гладун-«Бук», «Антось» и Стах Михаскив–«Кривонос»[7].

## Май
- 22 мая — в селе Уличное боёвка СБ-ОУН под руководством Роман Ризняка (Макомацкого) разграбила Маслосоюз и разгромила сельсовет, похитив заместителя председателя Серватку[2].

## Август
- 12 августа — в Сосновском районе Ровенской области в результате действий опергруппы МГБ, действующей под видом бандеровцев, захвачен в плен Степан Янишевский (Далекий), краевой референт Восточного края «Одесса», в 1941—1942 гг. — заместитель начальника полиции Винницы. Его расстреляли в 1951-м[8].

## Ноябрь
- 4 ноября — в посёлке Великий Любень в бою со спецотрядом МВД погиб Зиновий Тершаковец («Фёдор»), краевой проводник ОУН Львовского края, командующий 2-м военным округом УПА-Запад «Буг»[9].
- 10 ноября — штурм спецгруппой Бобрского МГБ схрона ОУН в лесу возле села Гринев Львовской области. Погибли главный шеф СБ-ОУН Ярослав Дякон-«Мирон», проводник СБ Карпатского края Богдан Прокопив-«Степан», командир боёвки СБ Михаил Ковалика (Стальной) и 2 боевика охраны[10].